# Simziella teideensis
Espèce
Synonymes
- Emblyna teideensis Wunderlich, 1992

Simziella teideensis est une espèce d'araignées aranéomorphes de la famille des Dictynidae.

## Distribution
Cette espèce est endémique de Tenerife aux îles Canaries en Espagne,.

## Description
Le mâle holotype mesure 2,7 mm et la femelle paratype 2,7 mm.

## Systématique et taxinomie
Cette espèce a été décrite sous le protonyme Emblyna teideensis par en Wunderlich, 1992. Elle est placée dans le genre Simziella par Montana, Cala-Riquelme, Crews, Gorneau, Al-Jamal, Alequín, Spagna, Ballarin et Esposito en 2025.

## Étymologie
Son nom d'espèce, composé de teide[a] et du suffixe latin -ensis, « qui vit dans, qui habite », lui a été donné en référence au lieu de sa découverte, le Teide.

## Publication originale
- Wunderlich, 1992 : Die Spinnen-Fauna der Makaronesischen Inseln: Taxonomie, Ökologie, Biogeographie und Evolution. Beiträge zur Araneologie, vol. 1, p. 1-619.